# Euphyia tritypa
Euphyia tritypa är en fjärilsart som beskrevs av Louis Beethoven Prout 1916. Euphyia tritypa ingår i släktet Euphyia och familjen mätare. Inga underarter finns listade i Catalogue of Life.